# NYSE Euronext
NYSE Euronext, Inc. was een Europees-Amerikaans beursmaatschappij. Het is ontstaan op 4 april 2007 toen NYSE en Euronext met elkaar fuseerden. Na de overname door ICE in 2013 zijn de continentale Europese aandelenbeurzen afgestoten en gaan verder onder de oude naam Euronext.

## Activiteiten
NYSE Euronext was al het grootste beursbedrijf ter wereld, met beurzen in Europa en de Verenigde Staten waaronder de aandelenbeurzen van onder andere Parijs, Brussel, Amsterdam en New York. In Londen bezit NYSE Euronext optiebeurs LIFFE.
Hieronder staat een lijstje met de grootste beurslocaties van NYSE Euronext.

### Europa
- Amsterdam, Nederland (Euronext Amsterdam)
- Brussel, België (Euronext Brussels)
- Lissabon, Portugal (Euronext Lisbon)
- Parijs, Frankrijk (Euronext Paris)
- Londen, Verenigd Koninkrijk (Euronext.liffe)
- Belfast, Noord-Ierland (onderdeel van NYSE Euronext Technologies)

### Noord-Amerika
- New York, Verenigde Staten (New York Stock Exchange; hoofdkantoor)
- Chicago, Verenigde Staten (NYSE Arca)
- San Francisco, Verenigde Staten (NYSE Acra)

## Geschiedenis
Op 2 juni 2006 is ter overname een bod gedaan op Euronext door de New York Stock Exchange. De Amerikanen boden circa 8 miljard euro. Door de samenvoeging zou de grootste beurs ter wereld ontstaan. Uiteindelijk kwam de fusie er in april 2007; NYSE betaalde 10 miljard dollar voor Euronext. Het nieuwe bedrijf werd NYSE Euronext en zou worden geleid door de Amerikaan John Thain. De Nederlander Jan-Michiel Hessels werd voorzitter van de raad van commissarissen. Er werd afgesproken dat in het bestuur van NYSE Euronext elf mensen zitten die afkomstig zijn van de NYSE en negen 'Euronexters'.
In 2011 poogden de Amerikaanse grondstoffen- en energiebeurs Intercontinental Exchange (ICE) en NASDAQ NYSE Euronext over te nemen met een vijandig bod van 11 miljard dollar, maar dat werd tegengehouden door de Amerikaanse autoriteiten omdat die combinatie te dominant zou worden. Vervolgens probeerde NYSE Euronext te fuseren met Deutsche Börse, maar dat ging ook niet door omdat de Europese commissaris van Mededinging bezwaren had tegen de marktdominantie van de combinatie.
In december 2012 maakte ICE bekend NYSE Euronext over te willen nemen. ICE werd in 2000 opgericht en is groot geworden met de handel in grondstoffen en rentederivaten. ICE biedt 6,5 miljard euro in aandelen en geld. Het hoofdkantoor van het nieuwe beursbedrijf komt in Atlanta, waar het hoofdkantoor van ICE staat. Op 12 november 2013 werd de overname van NYSE Euronext afgerond.
Na de overname zijn de beurzen op het Europese vasteland, in Amsterdam, Brussel, Parijs en Lissabon, als een zelfstandig bedrijf doorgaan. Amsterdam blijft vooral een aandelenbeurs, met ook handel in opties en futures, maar de lucratieve handel in derivaten is overgegaan aan beurzen in Londen en New York. In juni 2014 is dit Europese deel als Euronext naar de beurs gegaan.